# Galeria „Pegaz”
Galeria „Pegaz” – galeria sztuki działająca w latach 1963–1977 przy Klubie Międzynarodowej Prasy i Książki (KMPiK) w Domu Turysty w Zakopanem. 
Twórcami galerii „Pegaz” byli zakopiańscy artyści i pedagodzy liceum plastycznego m.in.: Władysław Hasior, Antoni Rząsa, Arkadiusz Waloch, Urszula Kenar-Kerneder. W 1977 galeria została pozbawiona lokalu i zamknięta. Przez lata działalności placówka zgromadziła własny, duży zbiór współczesnego malarstwa, grafiki i rzeźby, m.in. takich artystów jak Tadeusza Brzozowskiego, Jerzego Panka, Andrzeja Pietscha, Rajmunda Ziemskiego, Adolfa Ryszki, Barbary Gawdzik-Brzozowskiej, Józefa Gielniaka. Kolekcja galerii „Pegaz” znajduje się w urzędzie miasta, Muzeum Tatrzańskim oraz Zespole Szkół Plastycznych im. Antoniego Kenara. W 1993 część grafik i rysunków znajdujące się w zbiorach zakopiańskiego liceum zostało zniszczone podczas niefrasobliwych pracach  porządkowych.